# Paul Franklin
Paul Franklin (Detroit, 31 maggio 1954) è un polistrumentista statunitense.
Grande virtuoso della pedal steel guitar, suona anche la lap steel guitar, la chitarra resofonica, il fiddle e la batteria, oltre ad alcuni strumenti inventati da lui stesso (pedal steel guitar "The Box" e pedal steel guitar baritona) o da suo padre (la "Pedabro").
Le sue collaborazioni comprendono più di 500 pubblicazioni discografiche; in particolare, Franklin ha suonato con The Notting Hillbillies, Dire Straits, Mark Knopfler,  Barbara Mandrell, Rodney Crowell, Sting, Peter Frampton, George Strait, Alan Jackson, Faith Hill, Shania Twain, Barbra Streisand, Reba McEntire, Patty Loveless, Kathy Mattea e Megadeth.